# Phorcus turbinatus
Gibbule commune, Gibbule toupie
Espèce
La Gibbule commune ou Gibbule toupie (Phorcus turbinatus) est une espèce de mollusques marins de la classe des gastéropodes, de la famille des Trochidae.

## Synonymes (non valides)
- Osilinus turbinatus (Born, 1778)
- Trochus turbinatus Born, 1778
- Monodonta turbinata (Born, 1778)
- Trochocochlea turbinata (Born, 1778)
- Trochus tessulatus Born, 1778
- Monodonta fragaroides Lamarck, 1822
- Monodonta olivieri Payraudeau, 1826
- Trochus zonatus Jeffreys, 1856
- Osilinus turbinatus orientalis Nordsieck, 1974
- Gibbula serpa Nordsieck, 1982

En Normandie, on nomme cette espèce "demoiselle" pour la différencier des vignots (bigorneaux).